# Il racconto del cuoco
Il prologo e il racconto del cuoco (The Cook's Prologue and Tale) è la quarta novella de I racconti di Canterbury di Geoffrey Chaucer.
Il racconto termina dopo il 56º verso, risultando incompleto.

## Trama
Il Cuoco, divertito particolarmente da Il racconto del Fattore, si offre di raccontare un'altra divertente storia.
Il racconto narra di un apprendista, di nome Perkyn, che beve e balla così tanto da essere soprannominato Perkyn Reveller (Perkyn il festaiolo). Il padrone di Perkyn decise che avrebbe preferito che il suo apprendista andasse a fare baldoria anziché restare a casa portando gli altri servi sulla cattiva strada. Perkyn così organizzò di stare con un amico, a cui piaceva bere e giocare d'azzardo e che aveva come moglie una bottegaia (in realtà una prostituta).
Qui si interrompe il racconto.